# Blitsaerd
De Blitsaerd is een buurt in de stad Leeuwarden, in de Nederlandse provincie Friesland. De wijk ligt ten noorden van de Groningerstraatweg, in de Bullepolder langs de Bonkevaart. De Blitsaerd is samen met De Zuidlanden een van de nieuwste wijken van Leeuwarden. In 2022 telde Blitsaerd 1.100 inwoners.
De dorpen rondom Blitsaerd (Lekkum en Snakkerburen) hebben de uitbreiding van Leeuwarden lang tegengehouden. In 2006 werd begonnen met de bouw en op 8 juli van dat jaar werd de eerste woning opgeleverd.

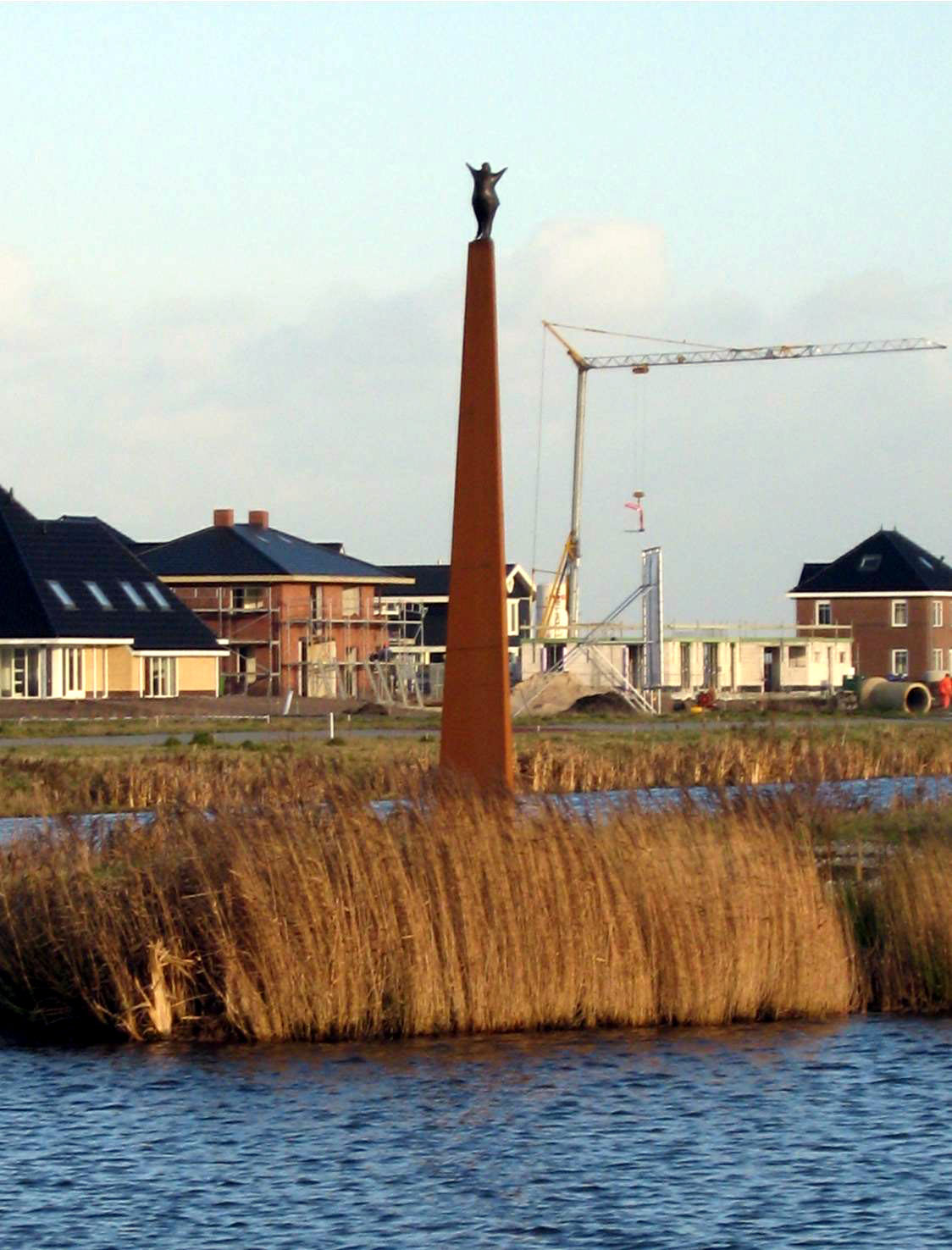
Kunstwerk Aukje aan de Bonkevaart